# Qufu
Qufu (in cinese: 曲阜市) è una città della provincia dello Shandong, in Cina. Sita circa 130 chilometri a sud di Jinan, la sua popolazione urbana ammonta a circa 60.000 abitanti, mentre l'intera regione amministrativa conta 650.000 abitanti.
Qufu è il luogo dove, secondo la leggenda, sarebbe nato Confucio. Essa era la capitale dello Stato cinese di Lu durante il Periodo delle primavere e degli autunni. Nel 1994 il Tempio di Confucio, il Cimitero di Confucio e il Palazzo della famiglia Kong sono stati inseriti nell'elenco dei Patrimoni dell'umanità dell'UNESCO; oggigiorno rappresentano la maggior attrattiva turistica di Qufu.

## Tempio di Confucio (Kong Miao)

### Storia
Due anni dopo la morte di Confucio (avvenuta nel 479 a.C.), la sua casa era già consacrata come tempio dal Principe di Lu. Nel 205 a.C. l'imperatore Gao Zu, della Dinastia Han, fu il primo imperatore ad offrire sacrifici in memoria di Confucio a Qufu. Il suo esempio fu poi seguito da numerosi altri imperatori successivi e da alti ufficiali; inoltre, gli imperatori presero l'abitudine di andare in visita a Qufu dopo l'incoronazione o dopo una guerra vittoriosa. In tutto, dodici imperatori visitarono Qufu per venti volte, mentre un altro centinaio mandò dei propri delegati per un totale di 196 visite.

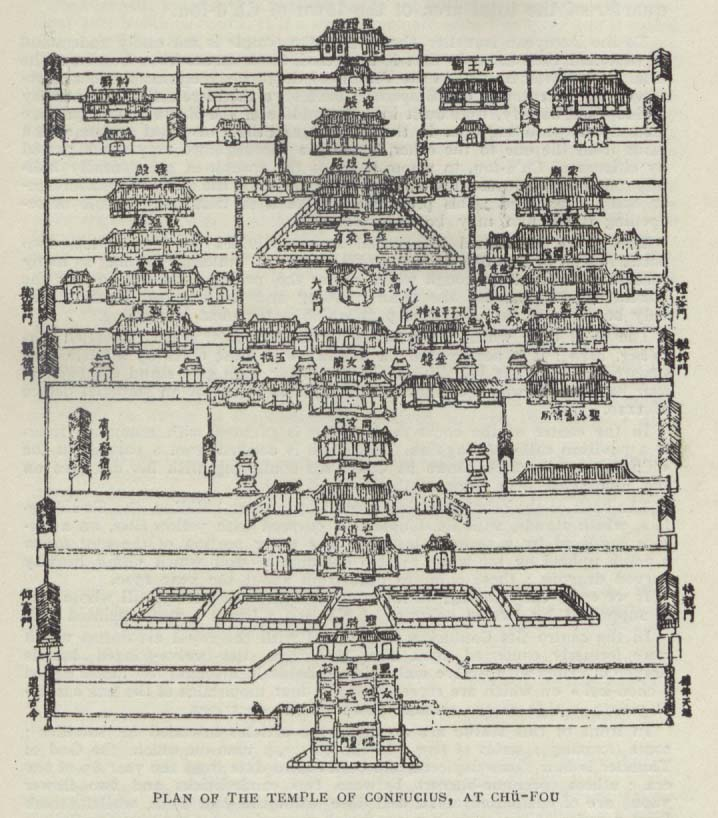
Pianta del Tempio di Confucio risalente al 1912

La casa originale di Confucio, composta da tre stanze, venne rimossa dal Tempio durante i lavori di ricostruzione del 611. Nel 1012 e nel 1094, durante la Dinastia Song, il tempio venne ulteriormente esteso fino a comprendere tre diverse sezioni e quattro cortili, intorno ai quali si sviluppavano circa 400 stanze. Durante la Dinastia Jīn, nel 1214 un incendio e alcuni atti di vandalismo distrussero il Tempio, che venne ripristinato nella sua forma preesistente nel 1302, durante la Dinastia Yuan. Nel 1331 il Tempio venne circondato da mura, modellate secondo quelle del Palazzo imperiale. Dopo un altro incendio nel 1499, il Tempio venne restaurato nella forma visibile oggi, con l'aggiunta di alcuni edifici e decorazioni.

### Architettura
Il complesso monumentale del Tempio di Confucio è il secondo per dimensioni in tutta la Cina, dopo la Città Proibita: si estende su una superficie di 16.000 metri quadrati, con 460 stanze. Visto che i restauri seguenti l'incendio del 1499 vennero condotti poco dopo la costruzione della Città Proibita, durante la Dinastia Ming, l'architettura del Tempio di Confucio assomiglia molto a quella della Città Proibita.
La parte principale del Tempio consiste di nove cortili disposti lungo un asse centrale, lungo 1,3 chilometri e disposto in direzione nord-sud. I primi tre cortili hanno piccole porte e ospitano alti pini, con funzione di introduzione al resto del Tempio. La porta più meridionale, la prima, è chiamata Ling Xing, dal nome di una stella dell'Orsa Maggiore: il nome deve dare l'idea che Confucio sia una stella del cielo. Gli edifici dei restanti cortili formano il cuore del Tempio: sono strutture imponenti con tetti gialli (colore solitamente riservato all'imperatore) e muri rossi, circondati da pini verdi per formare un contrasto cromatico con i colori complementari. Al centro del complesso si trova la "Sala della grande perfezione" (Dacheng), lunga 54 metri, larga 34 e alta poco meno di 32.
La Sala è supportata da 28 pilastri riccamente decorati, scavati in un unico pezzo di pietra locale, ognuno dei quali è alto sei metri e ha un diametro di 80 centimetri. Le dieci colonne della facciata sono decorate da dragoni: si dice che esse fossero coperte durante le visite dell'imperatore per non destare la sua invidia. La Sala Dacheng era il luogo principale in cui venivano offerti sacrifici a Confucio.

## Cimitero di Confucio
Il cimitero di Confucio si trova a nord di Qufu; le tombe più antiche trovate in questo luogo risalgono alla Dinastia Zhou. L'originale tomba eretta qui in memoria di Confucio aveva la forma di una scure ed aveva una piattaforma in pietra per i sacrifici. La tomba odierna invece ha la forma di un cono. Quando le Guardie Rosse la aprirono durante la rivoluzione culturale, non venne trovato alcun resto umano.
Ben presto, intorno alla tomba principale, vennero aggiunte altre tombe e steli per i discendenti di Confucio. Poiché a costoro venivano dati titoli nobiliari e le donne sovente diventavano mogli dell'imperatore, molte delle tombe del cimitero mostrano i simboli della nobiltà. Le pietre tombali vennero usate a partire dalla Dinastia Han: oggi sono ancora visibili 3.600 pietre tombali di svariate epoche, appartenenti alle dinastie Song, Yuan, Ming e Qing.
Nel 1331 iniziarono i lavori per le mura e la porta del cimitero. In tutto, sono state svolte 13 opere di restauro e ampliamento, portando nel XVIII secolo il muro perimetrale a 7,5 chilometri di lunghezza, che corrisponde ad un'area racchiusa di 3,6 chilometri quadrati. Qui si possono trovare le tombe di oltre 100.000 discendenti di Confucio, sepolti in un periodo di tempo di oltre 2.000 anni. Le più recenti appartengono alla 76ª e 78ª generazione.

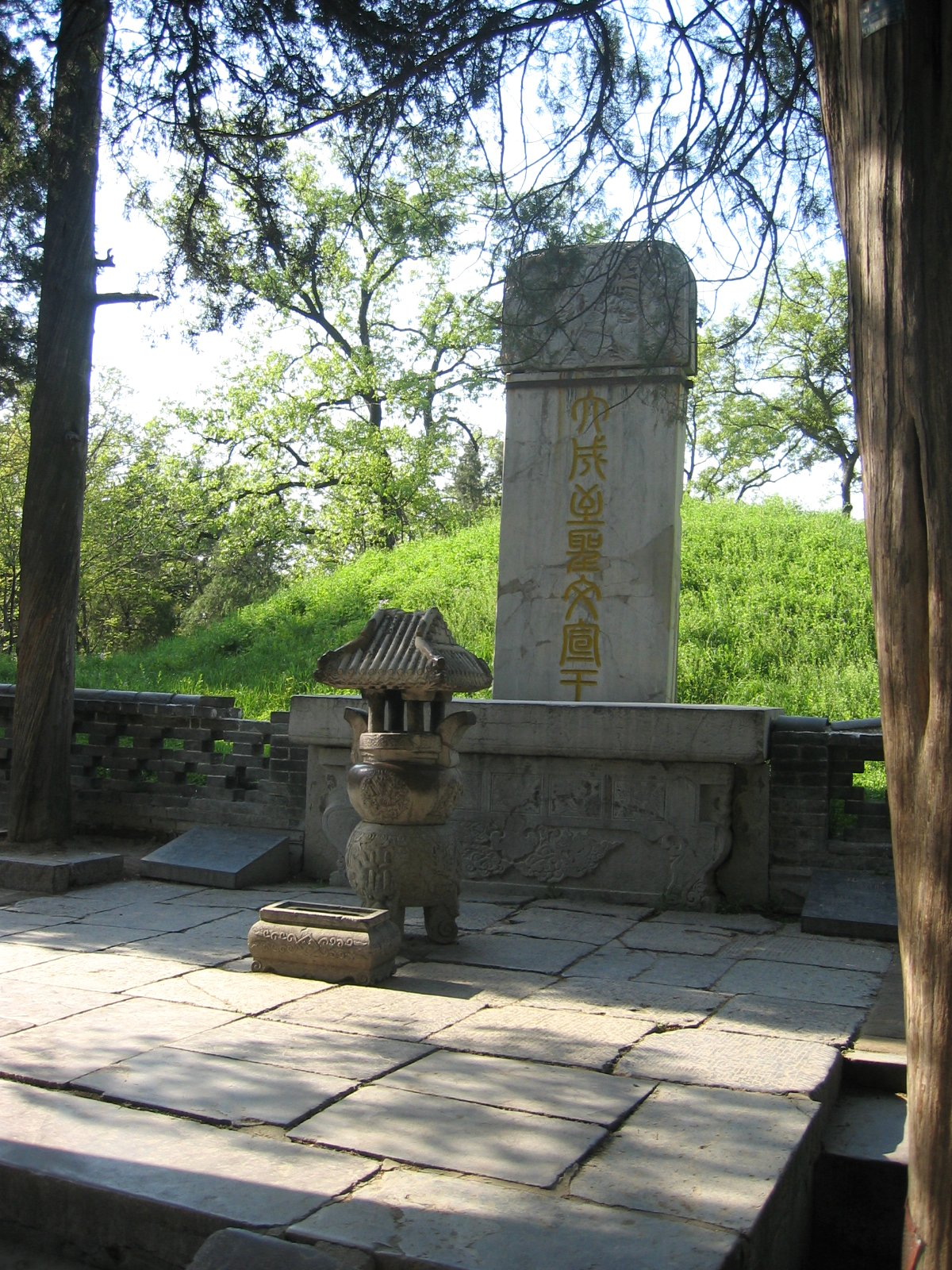
La tomba di Confucio

Grazie a più di 10.000 alberi il cimitero ha le sembianze di una foresta. Una strada percorre tutta la lunghezza del cimitero, 1.266 metri, sui cui margini si trovano cipressi e pini. Lungo questa strada si trova il Tempio di Yan, dedicato allo studente favorito di Confucio.

## Palazzo della famiglia Kong
I discendenti di Confucio vivevano nel palazzo della famiglia Kong, situato ad est del Tempio. Essi avevano il compito di curare il Tempio ed il cimitero, in particolare dovevano compiere elaborate cerimonie in occasione di semine, raccolti, compleanni e onoranze funebri. La famiglia Kong possedeva l'edificio privato rurale più grande della Cina.

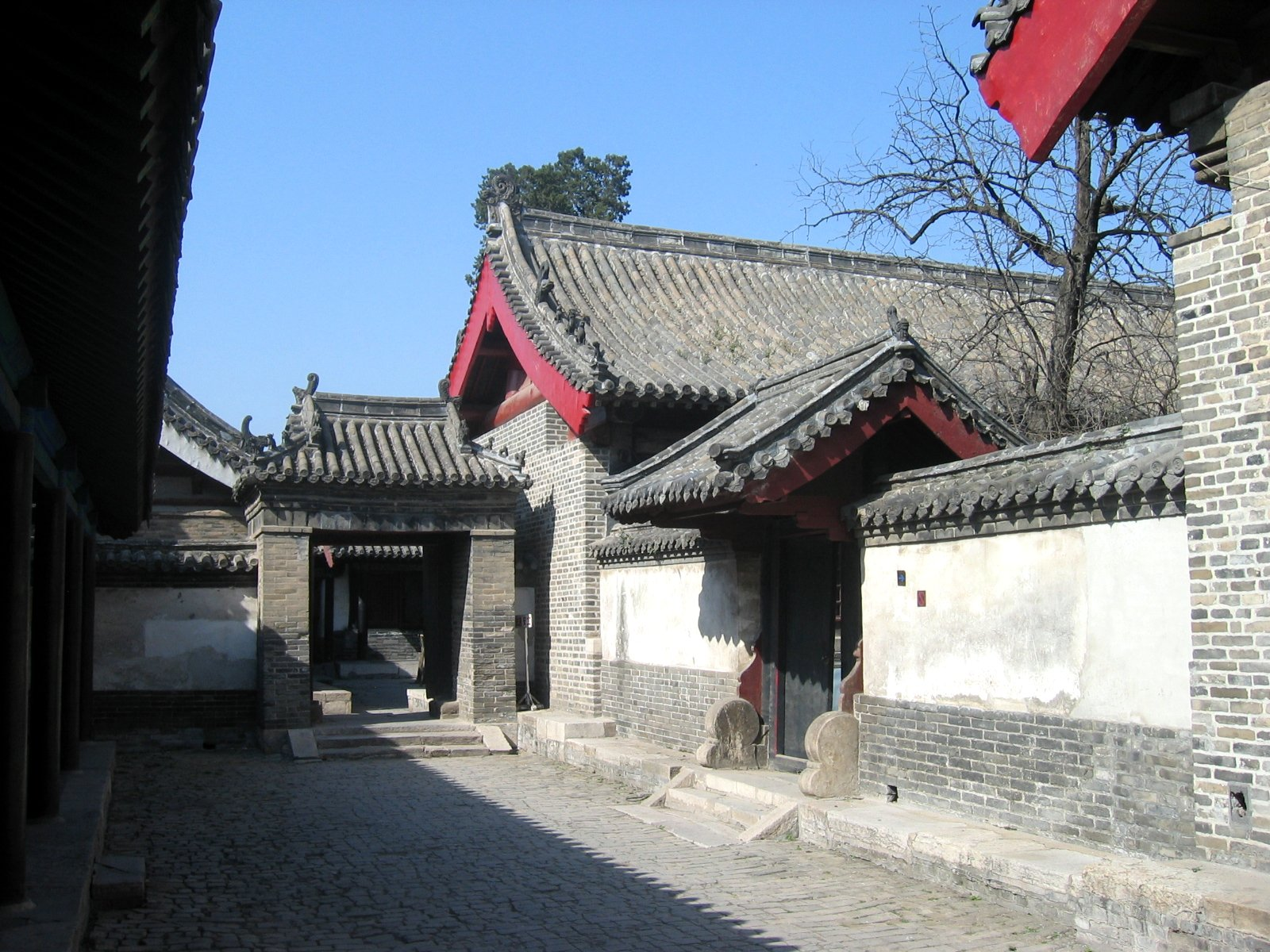
Uno dei cortili del palazzo della famiglia Kong

Il primo palazzo venne costruito nel 1038 e venne collegato direttamente col Tempio. Durante i lavori di rifacimento del 1377, esso venne spostato di poco dal Tempio. Nel 1503 venne ampliato fino a comprendere tre file di edifici con 560 stanze, più nove cortili (come il Tempio di Confucio). Nel 1838 questo complesso di costruzioni venne completamente rinnovato, ma un incendio lo distrusse nel 1887. Due anni più tardi venne ricostruito; i costi di tutti i lavori condotti nel XIX secolo vennero coperti dall'imperatore.
Oggi il complesso comprende 152 edifici con 480 stanze, e si estende su un'area di 12.470 metri quadrati. Il palazzo fu abitato dai discendenti di Confucio fino alla 76ª e 77ª generazione, quando essi fuggirono a Chongqing durante la seconda guerra sino-giapponese (1937); più tardi essi fuggirono nuovamente a Taiwan, durante la guerra civile cinese.
L'architettura del palazzo è prettamente cinese: nella parte anteriore si trovano le stanze ufficiali, mentre le stanze residenziali sono nella parte posteriore. Inoltre, la distribuzione spaziale degli edifici secondo l'anzianità, il genere e lo status dei loro abitanti riflette il principio confuciano dell'ordine e della gerarchia: il discendente più anziano abitava nell'edificio centrale delle tre costruzioni principali, mentre il suo fratello più giovane occupava la Sala Yi Gun ad est.